# Vía Aemilia Scauri

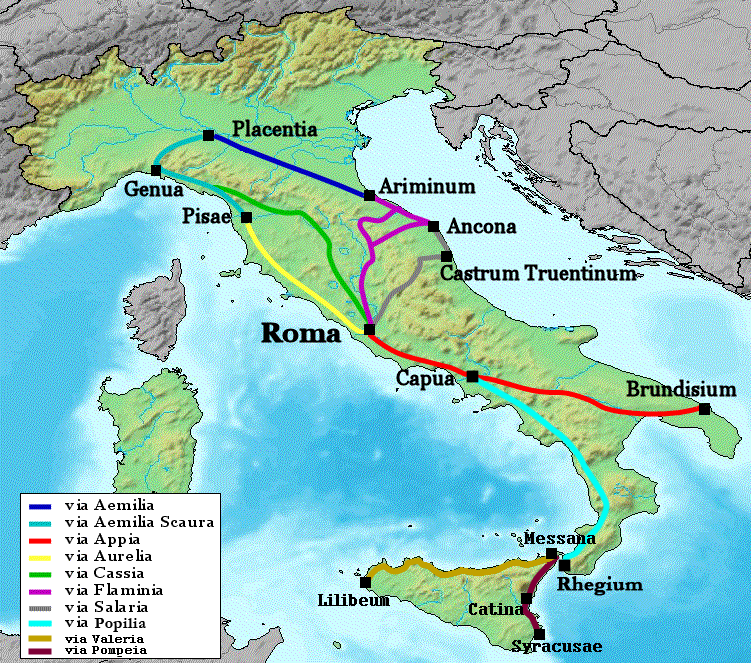
Mapa de las vías romanas de Italia. En el extremo superior izquierdo se ve la vía Emilia Scaura en color turquesa oscuro, entre las ciudades de Placentia, Genua y Písae. Entre las ciudades de Placentia y Ariminum se puede ver la vía Aemilia.

La vía Aemilia Scauri es una antigua calzada romana construida por Marcus Aemilius Scaurus durante su período como censor, el año 109 a. C.
Conectaba la ciudad de Placentia (actual Piacenza) con Pisae (Pisa), pasando por Genua (Génova).
Era una ruta costera que prolongaba la Vía Aurelia, que entonces llegaba hasta la ciudad de Luna (actual Luni).